# Matt Waldron
Matt Waldron (Omaha, Nebraska, 26 de septiembre de 1996) es un jugador profesional estadounidense de béisbol que se desempeña en la posición de lanzador en San Diego Padres, equipo de las Grandes Ligas de Béisbol (MLB).

## Carrera
Fue seleccionado en la 18.ª ronda en el Draft de la MLB de 2019. En 2023 hizo su debut profesional con el equipo San Diego Padres, donde lleva jugando dos temporadas.